# Emma Benestan
Emma Benestan, née le 6 avril 1988 à Montpellier, est une réalisatrice, scénariste et monteuse de nationalité franco-algérienne.

## Parcours
Emma Benestan grandit à Montpellier. Elle obtient un bac option cinéma au lycée Jean-Monnet avec les félicitations avant d'intégrer la prépa Ciné-Sup à Nantes. En 2008 elle intègre la Fémis en département montage dont elle sort diplômée en 2012.
Après avoir participé au montage de La Vie d'Adèle (2013) et de Mektoub, my love (2018) d'Abdellatif Kechiche, Emma Benestan réalise plusieurs courts métrages : Un monde sans bête (2018), Goût Bacon (pré-sélectionné pour le César du meilleur court métrage 2018), Belle Gueule.
Scénariste de la fiction radiophonique Petite sauvage enregistrée à la Maison de la Radio en 2017, elle reçoit le prix du public au festival Premiers Plans d'Angers la même année. 
Elle co-scénarise également plusieurs courts métrages dont Haut les cœurs présenté en compétition au festival de Cannes 2021. 
Son premier long métrage, Fragile, sort en salles en France le 25 août 2021 et reçoit un accueil critique chaleureux.

## Filmographie

### Réalisatrice

#### Courts métrages
- 2011 : Toucher l'horizon[10]
- 2014 : Belle gueule[11]
- 2016 : Goût Bacon[12]
- 2018 : Un monde sans bêtes[13], co-réalisateur Adrien Lecouturier[4]
- 2019 : Prends garde à toi

#### Longs métrages
- 2021 : Fragile
- 2024 : Animale

### Scénariste
- 2021 : Haut les cœurs d'Adrian Moyse Dullin (court métrage)
- 2023 : Chien de la casse de Jean-Baptiste Durand

### Monteuse
- 2013 : Gare du nord de Claire Simon
- 2017 : Mektoub, my love : canto uno d'Abdellatif Kechiche

#### Assistante monteuse
- 2013 : La Vie d’Adèle d'Abdellatif Kechiche
- 2014 : Gaby Baby Doll de Sophie Letourneur
- 2016 : Le Concours de Claire Simon

## Distinctions
- Pour Goût Bacon :
  - Festival Ptit clap - Grand prix du jury
  - Festival de Contis - Prix France 3
  - Festival Cinéjunior - Prix du public
  - Festival Il paraît qu’eux - Prix du public
  - Festival Un poing c’est court - Prix des collégiens
  - Festival de Bourg en Bresse - Prix du public[14]
  - Festival international du court métrage de Clermont-Ferrand - Prix du meilleur court métrage France Télévision 2017[15]
  - Festival international du court métrage de Clermont-Ferrand - Mention spéciale du jury presse
  - Festival Lussac en court - Prix du jury du festival[16]
  - Festival Chacun son court à Strasbourg - Mention spéciale du jury[17]
- Pour Belle gueule
  - Short film corner Festival de Cannes - Coup de cœur du jury
  - Festival tout court d’Aix en Provence - Mention spéciale du jury[18]